# Roata vieții

Scenă din film cu actorii O.W. Fischer și Maria Schell

Roata vieții (titlul original: în germană Das Riesenrad) este un film dramatic german, realizat în 1961 de regizorul Géza von Radványi, după piesa The Four Poster a scriitorului Jan de Hartog, protagoniști fiind actorii Maria Schell și O. W. Fischer, cuplul de vis din anii 1950 al cinematografiei germane, care au stat din nou împreună în fața camerei pentru prima dată după opt ani. 

## Rezumat
Filmul prezintă cronica unei familii burgheze aristocrate din Viena, peste trei generații, începând din anii timpurii ai Imperiului Habsburgic, a Primei Republici și anexării Austriei sub Hitler și până în perioada imediat postbelică. Roata uriașă din Praterul vienez este punctul de întâlnire al protagoniștilor cât și locul de desfășurare al evenimentelor decisive din viața lor și în același timp simbolizează ceea ce timp de multe decenii a fost singura constantă în vremurile tulburi ale secolului XX.
Rudolf von Hill este considerat oaia neagră a unei dinastii a fabricanților de ceasuri. Fiind ofițer, este rănit în primul război mondial. Cu toate acestea, un viitor promițător începe pentru el. El preia fabrica de la tatăl său și se căsătorește cu tânăra Elisabeta, fiica unui librar.  Tulburătorii ani 1920 își lasă amprentele și asupra cuplului Hill. Când răbdarea Elisabetei a depășit orice limită și se dedă plăcerilor, apare o criză în căsnicie, pe care însă cei doi știu să o controleze. În 1940, cei doi Hills primesc o lovitură fatală: își pierd unicul fiu.
La sfârșitul celui de-al Doilea Război Mondial, Elisabeta moare de leucemie iar fiica celor doi, Gisela, se căsătorește și pleacă în America. Rudolf rămâne singur și în curând se simte părăsit. Apoi, într-o zi, va fi un moment de cotitură decisiv în viața lui, dându-și seama că altcineva îi va continua activitatea...

## Distribuție
- Maria Schell – Elisabeth von Hill
- O. W. Fischer – Rudolf von Hill
- Adrienne Gessner – Adele von Hill
- Rudolf Forster – Hofrat von Hill
- Doris Kirchner – Gusti Gräfin Wallburg
- Gregor von Rezzori – Graf Wallburg
- Gusti Wolf – Gisela von Hill
- Alexander Trojan – Walter von Hill
- Anita Gutwell – Rita
- Frances Martin – Hansi
- Heinz Blau – Hubert von Hill
- Margitta Scherr – Fini Hill
- Horst Janson – Harry
- Margarete Hruby – Mathilde Riedl
- Karl Hellmer – Karl Riedl
- Rainer Brandt – Fähnrich Lothar Höpfner
- Max Wittmann – Dr. Blau
- Christian Doermer – Hubert von Hill jr.

## Premii și nominalizări
Festivalul Internațional de Film de la Moscova 1961
- Nominalizare pentru Grand Prix, lui: Géza von Radványi

Belgische Filmpresse 1961: 
- Europapreis in Gold in der Kategorie „Bester Hauptdarsteller“[3]

Premiul Bambi 1962
- Bambi la categoria „Actor național”: pentru O. W. Fischer